# أحمد الزين (لاعب كرة قدم)
أحمد الزين مواليد 2 يوليو 1992 في جدة، السعودية، هو لاعب كرة قدم سعودي يلعب في نادي العلا. يلعب حاليا في نادي ضمك للموسم الرياضي 2023/2024
كانت بداياته مع الاتحاد ولعب لأولمبي الاتحاد وبعدها انتقل إلى نادي أبها وفي عام 2015 وقع مع نادي التعاون وانتقل إلى النادي الأهلي عام 2017 و أعاره النادي الأهلي إلى الفيحاء مطلع إلى 2018 و أعاره إلى القادسية في صيف 2018 و بعدها لعب مع نادي الرائد ونادي ضمك ونادي الخليج ونادي العلا.

## روابط خارجية
- أحمد الزين على موقع قاعدة بيانات كرة القدم.إي يو (الإنجليزية)
- أحمد الزين على موقع Soccerway.com (الإنجليزية)